# NGC 1204
NGC 1204 é uma galáxia espiral (S0-a) localizada na direcção da constelação de Eridanus. Possui uma declinação de -12° 20' 30" e uma ascensão recta de 3 horas, 04 minutos e 39,9 segundos.
A galáxia NGC 1204 foi descoberta em 1886 por Frank Leavenworth.